# Jinzipai
Jinzipai är en köping i östra Kina. Den ligger i Qimen härad i staden Huangshan i provinsen Anhui, omkring 230 kilometer söder om provinshuvudstaden Hefei. Antalet invånare är 8 731. Befolkningen består av 4 149 kvinnor och 4 582 män. Barn under 15 år utgör 13,0 %, vuxna 15-64 år 74 %, och äldre över 65 år 12,0 %.